# Win2day
Win2day (Eigenschreibweise win2day) ist die Online-Spieleseite der Österreichischen Lotterien. 

## Unternehmen
1998 schufen die Österreichischen Lotterien als eine der ersten Gesellschaften weltweit eine eigene Online-Spieleplattform unter dem Namen webclub.at bekannt. Die Österreichische Lotterien Gesellschaft m.b.H ist Konzessionsinhaberin und verantwortliche Spielveranstalterin des Glücksspielangebotes und somit Inhaberin aller Rechte für den gewerblichen Betrieb der Plattform. 2019 ging die bis dahin im Namen und auf Rechnung der Österreichischen Lotterien abwickelnde Win2day Entwicklungs- und Betriebsgesellschaft m.b.H. zu 100 Prozent in die Österreichische Lotterien Gesellschaft m.b.h. über.
Für die behördliche Aufsicht der Betreiber ist das Bundesministerium für Finanzen verantwortlich.
Es werden mit Stand Februar 2023 über 330 Spiele in 4 Produktkategorien angeboten.

## Produkte
Win2day bietet Casino-Spiele aus den Bereichen Roulette, Black Jack, Videopoker, Bingo, Virtual Games sowie den Pokerroom in Kooperation mit dem finnischen Anbieter Veikkaus an. Dazu kommen über 160 Slotspiele (Stand Februar 2023). Zudem werden die klassischen Lotteriespiele der Österreichischen Lotterien angeboten. Dazu zählen Lotto, LottoPlus und Joker, Euromillionen, Toto, Bingo, Lucky Day, Zahlenlotto, diverse Rubbellose und das Brieflos sowie die Klassenlotterie, mit der Möglichkeit von Ergebnisabfragen und Einsicht in Gewinnränge. Win2day bietet zudem klassische Sportwetten, Live-Wetten und Quicktipps an.

## Sponsoring
Seit März 2022 ist Win2day offizieller Titelsponsor der ICE Hockey League sowie der OEHV-Nationalmannschaft der Damen und Herren und im Para-Eishockey. Win2day sponsert zudem die Basketball-Superliga der Damen und Herren, im Rollstuhl-Basketball sowie die Nationalteams, die Beachvolleyball Pro Tour sowie die höchsten Ligen im Tischtennis. Hinzu kommen die Staatsmeisterschaften im Gehörlosen-Beachvolleyball und im Tischtennis für Menschen mit Behinderung. Seit März 2023 ist win2day Partner des Österreichischen Tennisverbands.

## Spielerschutz
Win2day bietet seit 2013 das elektronische Spielerschutz-Instrument Mentor an. Dieses ermöglicht Nutzern, ihr persönliches Spielverhalten zu überwachen. Das Tool, welches gemeinsam mit dem Spielsuchtexperten Mark Griffith entwickelt wurde, basiert auf aktuellen Forschungen und erkennt Trends im individuellen Spielverhalten. Per Mentor muss verpflichtend ein tägliches Zeit- und ein wöchentliches maximales Einzahlungslimit von jedem Spieler festgelegt werden. Mentor setzt keine Sperren des eigenen Accounts, sondern gibt Auskunft über die Entwicklung des Spielverhaltens, welche mit anderen verglichen werden kann.